# Riptide (Walter Donaldson en Gus Khan)
Riptide is een lied geschreven door Walter Donaldson en Gus Khan. Zij schreven de jazzsong voor de gelijknamige film uit 1934. Het nummer wordt gekenmerkt door een relatief langdurig instrumentaal intro.

## Opnamen
Dirigent Guy Lombardo was de eerste die het opnam voor een single. Carmen Lambardo, Guy’s broer, was op 5 april 1934 de zanger. Deze opname was waarschijnlijk bedoeld voor de film.
Als snel volgde een opname op 13 april 1934 van Eddie Duchin and His Orchestra. Zijn versie kwam in 1934 in de Billboard Hot 100 te staan. Het hield het er zeven weken uit. Ruth Etting nam het op 10 mei 1934 op, Lew Stone en Al Bowlly namen het op 25 juni 1934 op voor Decca Records.
Robert Palmer gaf Riptide veel later uit als single en als elpee, het is dan 1985. Muziekproducent Bernard Edwards, voorheen Chic gaf leiding aan die opnamen. Alhoewel het album goed verkocht in het Verenigd Koninkrijk haalde de single nauwelijks een hitparade. In Engeland, Nederland en België kwam het nummer in geen hitparade voor. Opvolger Addicted to love van Robert Palmer zelf deed het wat dat betreft beter met een eerste plaats in de Verenigde Staten.
In 1991 was het de beurt aan Keith Ingham & Marty Grosz & Their Hot Cosmopolites voor hun album Donaldson Redux.

## NPO Radio 2 Top 2000
Riptide stond alleen in 1999 in de NPO Radio 2 Top 2000, op plek 1979.